# Prétot-Sainte-Suzanne
Prétot-Sainte-Suzanne település Franciaországban, Manche megyében. Lakosainak száma 299 fő (2018. január 1.). Prétot-Sainte-Suzanne Coigny, Montsenelle, Le Plessis-Lastelle, Saint-Jores, Varenguebec és Vindefontaine községekkel határos.

## Népesség
A település népességének változása:
| Lakosok száma | 471  | 310  | 353  | 374  | 360  | 326  | 306  | 296  | 298  | 299  |
|               | 1962 | 1968 | 1982 | 1990 | 1999 | 2008 | 2011 | 2013 | 2017 | 2018 |